# La Famille Flopsaut
Vous lisez un « bon article » labellisé en 2012.
La Famille Flopsaut (titre original en anglais : The Tale of The Flopsy Bunnies) est un livre pour enfants écrit et illustré par Beatrix Potter paru en juillet 1909 chez Frederick Warne & Co.
Après les deux longs contes Pierre Lapin (The Tale of Peter Rabbit, 1902) et Le Conte de Jeannot Lapin (The Tale of Benjamin Bunny, 1904), Beatrix Potter se lasse des histoires de lapins et ne veut plus écrire d'histoires sur ces animaux. Cependant, elle s'aperçoit que ces histoires, et les illustrations qui les accompagnent plus encore, ont un franc succès chez les enfants. Elle décide alors de reprendre les personnages et l'intrigue des contes précédents pour créer La Famille Flopsaut. Le jardin de sa tante et de son oncle, situé au pays de Galles et mêlant parterres de fleurs, buissons, potager et arcades, l'inspire pour le décor de ce conte.
Dans La Famille Flopsaut, Jeannot Lapin, son cousin Pierre et sa cousine Flopsaut sont devenus adultes. Jeannot et Flopsaut sont mariés et parents de six petits lapins appelés simplement les « lapins Flopsaut ». Du fait du manque de nourriture pour pouvoir aux besoins de cette grande famille, ils se rendent sur le tas d'ordure où Monsieur McGregor jette ses légumes pourris afin de s'en nourrir. M. McGregor capture les six petits Flopsaut après que ceux-ci se sont endormis sur le tas d'ordure, les enferme dans un sac avec l'intention de les revendre pour s'acheter du tabac. Alors que M. McGregor est distrait, les six petits sont libérés par Madame Trotte-Menu, un mulot, et le sac est rempli de légumes pourris par Jeannot et Flopsaut. Une fois rentré chez lui, M. McGregor annonce à sa femme qu'il ramène des lapins. Quand celle-ci s'aperçoit du contenu du sac, elle croit que son mari se moque d'elle et le réprimande sévèrement.
Les critiques modernes diffèrent. Pour les uns, les visages des lapins sont trop inexpressifs, pour les autres, la position des oreilles ou de la queue compensent ce que les visages n'expriment pas. Une critique pense que ce conte n'a pas autant de vitalité que Pierre Lapin, qui est né d'une image et d'une lettre écrite à un enfant. La plupart sont cependant d'accord sur le fait que les représentations du jardin sont exquises et font partie des meilleurs illustrations créées par Beatrix Potter.

## Contexte

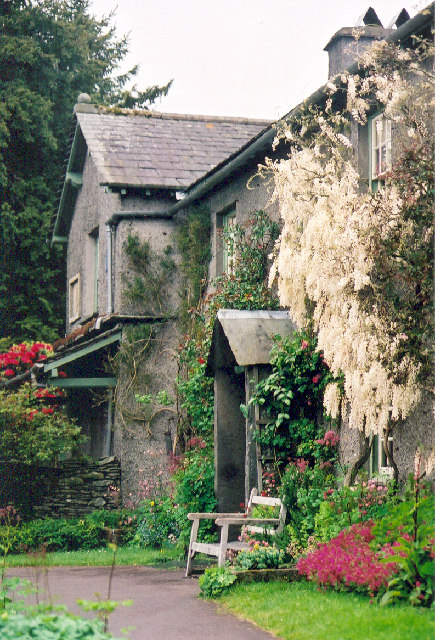
La façade d'Hill Top.

Helen Beatrix Potter naît dans le quartier de Kensington, à Londres, le 28 juillet 1866, dans une famille aisée. Elle est éduquée à domicile par différents précepteurs et gouvernantes. Très tôt, elle montre un certain talent artistique et dessine des mammifères, insectes, reptiles, amphibiens, fleurs et plantes de toutes sortes. Au début des années 1890, elle connaît son premier succès artistique en vendant six dessins à un éditeur de cartes de vœux. Le 16 décembre 1901, elle publie le conte Pierre Lapin à compte d'auteur. Ce conte est publié dans une édition commerciale le 2 octobre 1902 par Frederick Warne & Co, avec un grand succès. Elle sort d'autres contes de la même veine chez Warne au cours des années suivantes et, en 1904, Le Conte de Jeannot Lapin, une suite de Pierre Lapin. En juillet 1905, Potter achète Hill Top, une ferme située dans le Lake District, tout au nord de l'Angleterre, avec les revenus apportés par ses livres et un petit héritage laissé par une de ses tantes. Cette maison devient sa résidence lorsqu'elle n'est pas à Londres, puis son refuge artistique. En quelques années, Potter a lancé sa carrière, assuré son revenu et acheté sa maison.

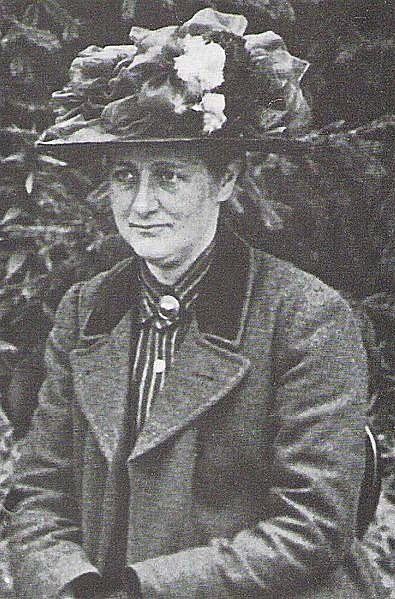
Beatrix Potter en 1912.

Pierre Lapin et les trois autres contes de la série sont les livres les plus connus de Beatrix Potter, et ceux qui ont le plus de succès. L'auteur éprouve depuis longtemps une grande affinité pour les lapins : elle en possède plusieurs comme animaux de compagnie et les observe avec attention depuis plusieurs années. Bien qu'elle ait écrit que les lapins sont des animaux « de nature chaleureuse et versatile » et sont « superficiels et extrêmement transparents », elle donne à ses lapins une grande variété de comportements compatibles avec le caractère de cet animal. Tous ses contes de lapins sont inspirés en partie par les histoires d'Oncle Rémus de Joel Chandler Harris, que Potter a commencé à illustrer dès 1893 dans l'espoir de faire carrière et aussi, probablement, parce que le personnage principal est un lapin. Bien qu'elle incorpore les « rabbit-tobacco » et « lippity-clippity, clippity-lippity » (remplacé par « lippity-lippity ») de Harris dans son vocabulaire littéraire, elle ne parvient pas à transposer les personnages en gentlemen victoriens dans un jardin de la campagne anglais. Ils restent figés en esclaves noirs et propriétaires terriens du Sud américain d'avant la Guerre de Sécession. Le Frère Lapin roublard de Harris est motivé par la vengeance et parvient à ses fins par la ruse, mais les lapins de Potter n'ont pas une telle motivation et ne doivent leurs succès qu'à leur esprit aventureux et à leur chance.
Au début de l'automne 1908, Potter écrit à son éditeur Harold Warne qu'elle a plusieurs idées de nouveaux livres. Elle lui envoie le texte de The Tale of the Faithful Dove, un conte situé à Rye écrit quelques années auparavant et pour lequel elle a réalisé quelques esquisses. Elle joint à cet envoi une suite au Conte de Jeannot Lapin, dont les personnages principaux sont les enfants de Jeannot : La Famille Flopsaut. Bien quelle se plaigne parfois que les personnages lapins soient devenus  « ennuyeux »,, elle écrit à un jeune admirateur, William Warner, que les enfants aiment surtout ses lapins et qu'elle devrait écrire un autre livre sur ces animaux. Elle envoie à Warne un troisième conte : une histoire sur la boutique du village de Sawrey. « J'aimerais me débarrasser de l'une d'entre elles, écrit-elle au sujet de ces idées de contes. Quand quelque chose est imprimé, il disparaît de mes rêves ! Peu importe ce que deviennent les relecteurs. Mais une accumulation d'idées à demi achevées devient lassante. » La Famille Flopsaut et l'histoire de la boutique (The Tale of Ginger and Pickles, Gingembre et Girofle en français) sont choisies en 1909 pour être publiées. La Famille Flopsaut est achevée en mars 1909 et publiée en juillet de la même année.
Avec ce conte, Potter écrit des lettres attribuées à la famille Flopsaut. La longueur et la qualité d'écriture de chaque lettre correspond au niveau supposé du lapin qui l'a écrite. Ainsi, celles des deux plus jeunes de la fratrie ne sont composées que de gribouillis et de baisers. Thomasine Trotte-Menu, l'héroïne providentielle de ce conte, devient le personnage principal d'un autre livre en 1910, auquel elle donne son nom : Madame Trotte-Menu (The Tale of Mrs. Tittlemouse).

## Synopsis

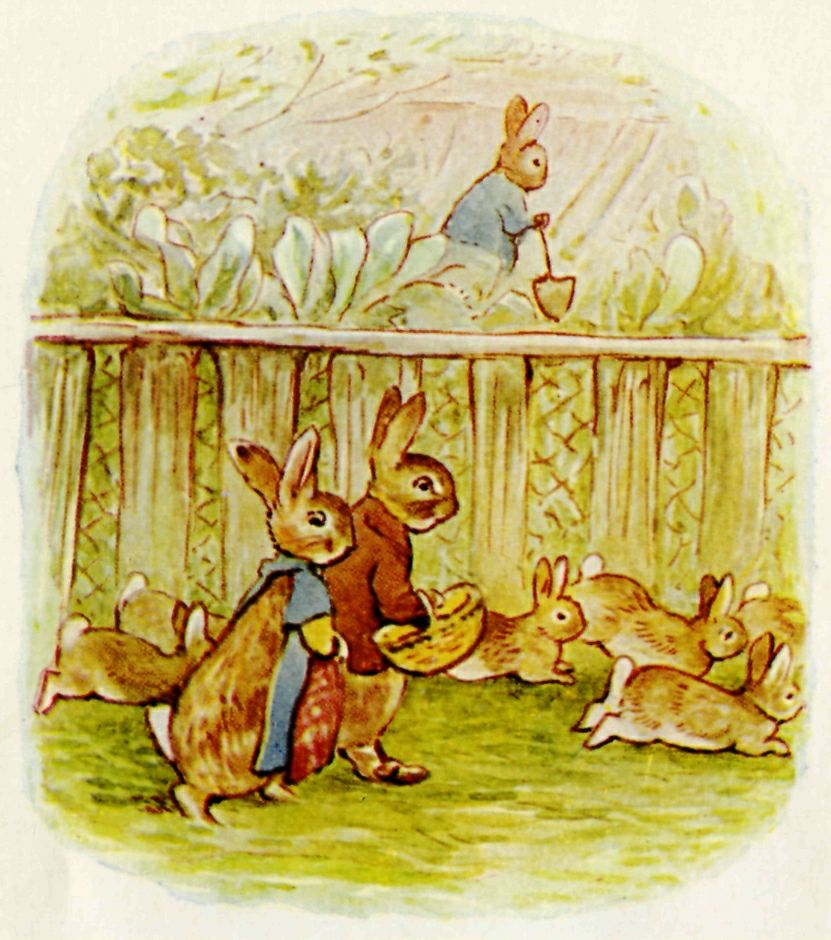
Benjamin, Flopsaut et les petits lapins. Image extraite du livre original.

Dans La Famille Flopsaut, Jeannot Lapin et Pierre Lapin sont adultes, et Jeannot a épousé sa cousine Flopsaut. Ce couple est parent de six petits appelés simplement « les lapins de Flopsaut ». Jeannot et Flopsaut sont « très imprévoyants et plein d'entrain » et ont des difficultés à nourrir leurs nombreux enfants. Parfois, ils demandent l'aide de Pierre, qui est devenu fleuriste et tient une pépinière, mais il arrive que Pierre ne puisse pas leur donner les choux qu'ils lui demandent. Alors, les lapins de Flopsaut traversent le champ pour se ravitailler sur le tas d'ordures où M. McGregor jette ses légumes pourris.

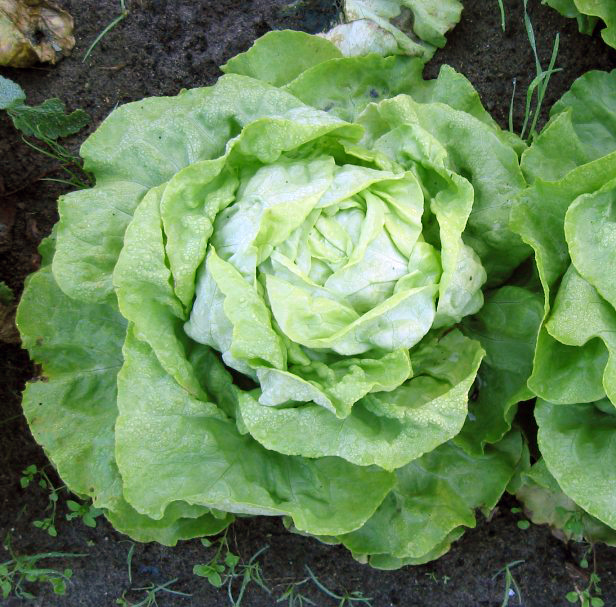
Une laitue.

Un jour, ils y trouvent des laitues dont M. McGregor s'est débarrassées car elles sont montées en graine. Ils s'en rassasient et, sous leur effet « soporifique », s'endorment sur le tas d'ordures. M. McGregor les découvre là par hasard. Il les capture, les met dans un sac, qu'il ferme puis laisse sur place, occupé par une autre tâche. Jeannot et Flopsaut sont incapables de secourir leurs enfants, mais une souris des bois pleine de ressources nommée Thomasine Trotte-Menu ronge le sac pour y percer un trou, et les petits lapins peuvent s'échapper. Leurs parents remplissent le sac avec des légumes pourris et tous ces animaux vont se cacher sous un buisson pour observer la réaction de M. McGregor.

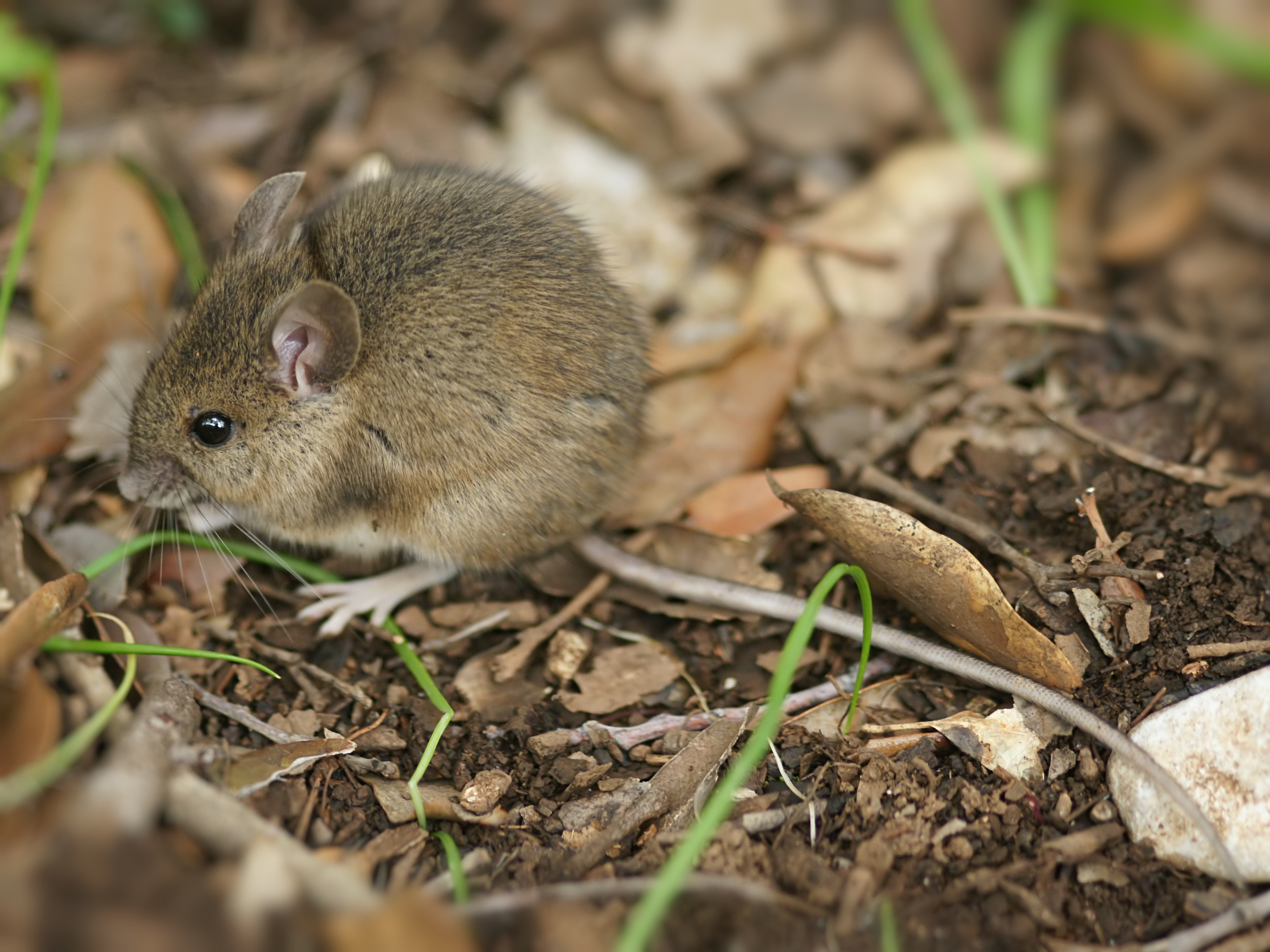
Une souris des bois semblable à Mme Trotte-Menu.

M. McGregor ne remarque pas la supercherie, et ramène le sac chez lui. Il annonce sa trouvaille à sa femme, qui réclame les peaux de lapins, car elle veut en faire une doublure pour son vieux manteau. Mais, quand elle ouvre le sac, elle découvre les légumes pourris et accuse son mari de lui avoir fait une mauvaise farce. Dans la dispute, une courge pourrie est lancée et atteint le plus jeune des lapins, qui écoutait à la fenêtre. Les parents décident qu'il est temps de rentrer. Pour le Noël suivant, la souris héroïque se voit offrir une grande quantité de poils de lapin, avec lesquels elle se confectionne un manteau, une cagoule, un manchon et des mitaines.
Dans son analyse, M. Daphne Kutzer remarque que le rôle de M. McGregor est plus important dans La Famille Flopsaut que dans les deux histoires de lapins précédentes, mais aussi qu'il fait moins peur que dans Pierre Lapin car son rôle de « méchant » est diminué quand il devient un personnage comique dans la scène finale. Malgré tout, pour les jeunes lecteurs, il reste un personnage terrifiant car il a capturé, non seulement des petits lapins, mais surtout des enfants que leurs parents n'ont pas réussi à protéger.

## Analyse

### Illustrations
En février 1909, Beatrix Potter se rend à Hill Top où, ne pouvant guère sortir à cause du mauvais temps, elle travaille d'arrache-pied sur les illustrations de La Famille Flopsaut. Auparavant, elle s'est inspirée de plusieurs jardins (Camfield Place, Lakefield, Lingholm, Tenby au Sud du pays de Galles, Bedwell Lodge et Gwaeynynog) pour les décors de Pierre Lapin et de Fawe Park, à Kenswick, pour Jeannot Lapin. Pour La Famille Flopsaut, le décor est un jardin de curé avec des arcades, des allées et des parterres de fleurs situé au pays de Galles, à Denbigh, dans une propriété nommée Gwaeynynog. Gwaeynynog est la maison des Burton, un oncle et une tante de Beatrix Potter. En vacances à Gwaeynynog en 1909, Potter fait des croquis de leur jardin clos et, une fois rentrée chez elle, décide de déplacer Pierre, Jeannot et leurs familles au pays de Galles pour un nouvel épisode de la série. Un certain nombre de ces esquisses préparatoires sont conservées.
Depuis sa première visite à Gwaeynynog, quatorze ans avant la réalisation de La Famille Flopsaut, Potter a dessiné de nombreuses fois ce jardin. Elle le décrit ainsi, après une visite en 1895 : « Le jardin est très grand, entouré aux deux tiers par un mur de briques rouges avec de nombreux abricotiers et, à l'intérieur, un cercle de vieux pommiers gris en espaliers. Il est très productif mais pas ordonné. C'est le plus joli des jardins, où d'éclatantes fleurs anciennes poussent au milieu des buissons de groseilliers »,. Au début de l'année 1909, elle écrit à son éditeur : « J'ai fait de nombreux croquis (pas tous sur le sujet) et je vais maintenant essayer de finir la famille F. sans plus tarder. »,.

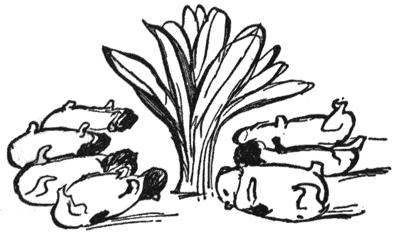
Dessin de sept cochons d'Inde sous une laitue, extrait de The History of the Seven Families of Lake Pipple-popple, d'Edward Lear, qui a pu inspirer Beatrix Potter pour La Famille Flopsaut.

MacDonald remarque que, contrairement à ses limitations pour représenter les formes humaines, la maîtrise de Potter dans la représentation des lapins atteint sa plénitude dans La Famille Flopsaut. Elle parvient à évoquer les pensées et les émotions des lapins par la position de leur queue ou de leurs oreilles. Jeannot, Pierre, sa mère et les lapins de Flopsaut sont tout habillés, alors que Flopsaut ne porte qu'un tablier qui laisse voir sa queue. Elle n'est donc pas complètement vêtue, en comparaison avec les membres de sa famille et les standards humains. Mais cette caractéristique, qui montre sa queue, permet justement de montrer son appréhension quand elle s'approche de la maison et traverse la vaste étendue de pelouse à la recherche de ses enfants.
La lassitude qu'éprouve Potter à peindre des lapins se reflète dans les images du livre. Sur les trente-six illustrations, huit représentent M. Mc Gregor et dix-sept le jardin et ses installations. Il n'y a presque pas de plans rapprochés de lapin et aucun n'est aussi détaillé que ceux que l'on peut trouver dans Jeannot Lapin. Quand les lapins sont représentés, ils sont vus à une distance intermédiaire, de façon à les inclure tous les six, ainsi que des éléments du jardin. Ils sont dépeints avec peu ou pas d'expression sur le visage. Tout se passe comme si Potter (devenue propriétaire d'une ferme à la date de réalisation du livre) en était venue à voir les lapins comme des animaux nuisibles anonymes plutôt que comme des personnages aux caractères différenciés. Plusieurs dessins réalisés pour La Famille Flopsaut sont légués au British Museum de Londres en 1946.

### Thèmes
Comme Pierre Lapin et Jeannot Lapin, La Famille Flopsaut raconte l'histoire de lapins qui s'introduisent chez les humains et mettent leur vie en danger par leur imprudence. M. Daphne Kutzer, professeur d'anglais à la State University of New York at Plattsburgh, indique dans Beatrix Potter: Writing in Code, que le sujet principal de ce conte est l'animal fripon, tout en relevant que les personnages animaux sont subordonnés aux décors exquis de jardins. Elle pense que l'intérêt du lecteur de ce conte se porte davantage sur le mauvais tour joué à M. McGregor que sur les personnalités sans éclat des lapins. Le fait que les lapins soient des fripons est évident mais discret dans les deux contes précédents. C'est dans La Famille Flopsaut que cette caractéristique prend toute sa place. Kutzer note que le conte La Famille Flopsaut n'est pas centré sur les personnages éponymes (les « lapins de Flopsaut »), mais sur leurs parents (ce sont eux qui sauvent les petits), ce qui rend souvent l'histoire moins intéressante pour les enfants.
Ruth K. MacDonald, de la New Mexico State University et auteur de l'ouvrage Beatrix Potter, remarque que, comme dans le conte Jeannot Lapin, la vie de famille est implicitement acceptée, mais reflète cette fois un profond changement dans la vie et le travail de Potter. Pierre ne va plus voler des légumes dans le jardin des McGregor. Au contraire, il cultive son propre jardin, qui est protégé des lapins voleurs par une clôture en un grillage. Il est de fait devenu un « autre McGregor ». Pierre est l'alter ego de Beatrix Potter et, bien qu'adulte dans La Famille Flopsaut, il continue à vivre avec sa mère et à entretenir son jardin avec elle, comme Potter, qui est parvenue à une certaine autonomie en 1909, sans toutefois être totalement indépendante de ses parents.

### Style
MacDonald indique que Potter est très sensible aux débuts et aux fins de ses livres (par exemple, elle insiste pour que Jeannot Lapin finisse par l'expression « rabbit-tobacco »). Dans La Famille Flopsaut, l'ouverture reflète son goût pour le vocabulaire soutenu parfois utilisé dans ses autres livres : « On raconte que manger trop de laitue a un effet soporifique ». Bien que le mot « soporifique » est rarement utilisé dans la littérature pour enfants, Potter est consciente des limitations de son lectorat. Elle ne définit pas le mot, mais le place dans un contexte « Moi, je ne me suis jamais endormie après avoir mangé de la laitue. Mais je ne suis pas un lapin. » Elle parvient ainsi, non seulement à faire comprendre le mot, mais également à introduire les lapins comme sujet du conte. Cette remarque n'attire pas l'attention sur elle-même (bien que Potter s'introduise ainsi dans le récit), mais donne au conte un ton de conversation ou donne l'impression que l'histoire est racontée à voix haute par un conteur.
Comme elle ramène immédiatement l'attention du lecteur sur les lapins, Potter ne devient pas un personnage de l'histoire, elle reste invisible tout le reste du conte.
Potter utilise à nouveau un langage soutenu quand la famille Flopsaut est décrite comme « imprévoyante et guillerette » (« improvident and cheerful »). Bien que le mot « imprévoyante » ne soit pas immédiatement défini, le caractère « guilleret » de la famille est rendu évident par l'illustration accompagnant ce texte, où on voit les lapereaux chahuter dans leur terrier sous le regard placide de leurs parents. Leur imprévoyance est cependant suggérée dans les deux pages de texte suivantes, qui racontent comment Jeannot emprunte des choux à son cousin Pierre, et les recours occasionnels au tas d'ordures de M. McGregor quand Pierre ne peut pas se séparer de ses choux. M. McGregor et son tas d'ordures sont des thèmes récurrents dans l'univers lapin de ce conte, ce qui atténue la phrase « ... et il n'y avait pas toujours assez à manger » les menaçant de famine. Jeannot et Flopsaut ne sont peut-être pas toujours capables de fournir honnêtement de la nourriture à leurs enfants, mais celle-ci est toujours disponible par des moyens détournés. « Imprévoyante » est ainsi défini au cours du récit, le manque de définition immédiate porte le récit vers l'avant et la curiosité du lecteur sur sa signification est satisfaite.
Bien que M. McGregor soit une présence lointaine, maladroite et menaçante dans les images, il est pour la première fois doté de la parole, ce qui permet de mieux le cerner. Il compte les lapins avec un accent probablement écossais (« six leetle fat rabbits ») et se dispute avec sa femme au sujet de l'achat de « baccy », une façon populaire de désigner le tabac en anglais. Ceci, entre autres, montre que Beatrix Potter a pris soin d'utiliser des expressions dialectales et des dialogues pour définir ses personnages et, dans ce cas, d'opposer leur façon de parler avec le langage soutenu utilisé par le narrateur.
Les chercheurs et critiques pointent un certain désintérêt et un manque d'implication affective dans le ton employé par Potter dans La Famille Flopsaut, ce qu'ils attribuent à différents facteurs. MacDonald remarque que l'intrigue est simple et destinée à attirer l'attention des jeunes enfants, mais soupçonne l'auteur de s'être davantage investie dans les lieux et décors que dans les personnages. Potter ayant une fois déclaré que les personnages lapins étaient « lassants » (« wearisome »). La brièveté avec laquelle elle les traite dans La Famille Flopsaut laisse penser que cette lassitude s'exprime envers le livre dans son ensemble.
Linda Lear, biographe de Potter et auteur de Beatrix Potter: A Life in Nature, observe que Potter ressent une grande affection pour Pierre Lapin, mais que ses suites n'ont pas le même charme pour elle, car, contrairement à Pierre Lapin, elles ne sont pas nées de lettres écrites à des enfants. Lear pense que les suites manquent de la vitalité qui caractérise Pierre Lapin.
Kutzer pense que les deux suites de Pierre Lapin n'atteignent pas les normes narratives habituelles de Potter à cause du fait qu'elles sont nées d'une demande du public pour des « livres de lapins » plutôt que d'une envie de la part de Potter. Aucun de ces deux contes n'émeut Potter comme Pierre Lapin a pu le faire. Selon Kutzer, Potter pourrait avoir associé les lapins à la triste vie qu'elle a menée à Londres chez ses parents. Elle pense que, lorsque Beatrix Potter est parvenue à gagner sa vie et à se libérer de l'influence dominatrice de ses parents, elle est devenue réticente à l'idée de reprendre les thèmes qui lui remémoreraient des souvenirs déplaisants.

## Produits dérivés
Potter a affirmé qu'un jour, ses contes deviendraient des classiques des garderies et écoles maternelles. Une partie du processus pour qu'ils le deviennent concerne la stratégie marketing. Potter est la première  à exploiter le potentiel commercial de ses personnages et de ses contes avec des produits dérivés tels que la poupée Pierre Lapin, un jeu de société sur Pierre Lapin qui n'est pas édité ainsi qu'un papier peint Pierre Lapin entre 1903 et 1905. D'autres produits dérivés similaires sont commercialisés, avec son accord, durant les deux décennies suivantes.
Après le mort de Potter en décembre 1943, Frederick Warne & Co. accorde des licences d'exploitations à différentes entreprises pour la fabrication de produits inspirés de ses personnages. La Beswick Pottery, à Longton (Staffordshire), commence en 1965 la production de six figurines en porcelaine qui représentent des personnages ou des scènes de ce conte : Flopsaut, Mme Trotte-Menu, Jeannot Lapin, Pierre Lapin en train de bêcher, Flopsaut et Jeannot Lapin, et une scène montrant les petits lapins endormis sous une laitue. En 1984, Schmid & Co., basé à Toronto et Randolph (Massachusetts), sort une boîte à musique de la famille Flopsaut, une décoration de Noël en céramique et, en 1985, une boîte à musique Flopsaut. Les fabricants de jouets en peluche sollicitent des droits de reproduction dès 1906, mais il faut attendre les années 1970 pour qu'une firme anglaise obtienne les droits mondiaux. Cependant, leurs produits, demandant une importante quantité de main-d'œuvre, ne sont pas rentables et, en 1972, la Eden Toy Company, de New York, devient le fabricant exclusif des personnages de Beatrix Potter. Bien que Pierre Lapin et M. Mc Gregor deviennent des jouets en peluche, ils sont associés au conte Pierre Lapin et non à La Famille Flopsaut. Aucun des personnages de La Famille Flopsaut n'est édité sous forme de jouet de la marque Eden.

## Rééditions et traductions
The Tale of The Flopsy Bunnies est publié en français en 1931 sous le titre La Famille Flopsaut, en afrikaans en 1935 (Die Varhall van Die Flopsie-Familie), en néerlandais en 1946 (Die Kleine Langoortjes) puis à nouveau en 1969 sous le titre Het Verhaal van De Woolepluis-Konijntjes, en allemand en 1947 (Die Geschichte Der Hasenfamilie Plumps) et en japonais en 1971. Une version en Initial Teaching Alphabet, un nouvel alphabet destiné à favoriser l'apprentissage de l'anglais par les enfants, est publiée en 1965. En 1986, MacDonald observe que les livres de Beatrix Potter font partie des références culturelles traditionnelles enfantines à la fois dans les pays anglophones et ceux dans les langues desquels ces livres ont été traduits.

### Citations anglaises
1. ↑  Citation originale : « warm volatile temperaments »
2. ↑  Citation originale : « shallow and extremely transparent »
3. ↑  Citation anglaise : « wearisome »
4. ↑  Citation anglaise : « I should like to get rid of one of them. When a thing is once printed I dismiss it from my dreams! & don't care what becomes of the reviewers. But an accumulation of half finished ideas is bothersome. »
5. ↑  Citation originale : « very improvident and cheerful »
6. ↑  Citation originale : « The garden is very large, two-thirds surrounded by a red brick wall with many apricots, and an inner circle of old grey apple trees on espaliers. It is very productive but not tidy, the prettiest kind of garden, where bright old-fashioned flowers grow amongst the currant bushes. »
7. ↑  Citation originale : « I have done lots of sketches — not all to the purpose — and will now endeavour to finish up the F. Bunnies without further delay. »
8. ↑  Citation originale : « It is said the effect of eating too much lettuce is "soporific" ».
9. ↑  « I have never felt sleepy after eating lettuces; but then I am not a rabbit ».
10. ↑  Citation originale : « ... there was not always enough to eat ».